# Jan II Casimir van Polen

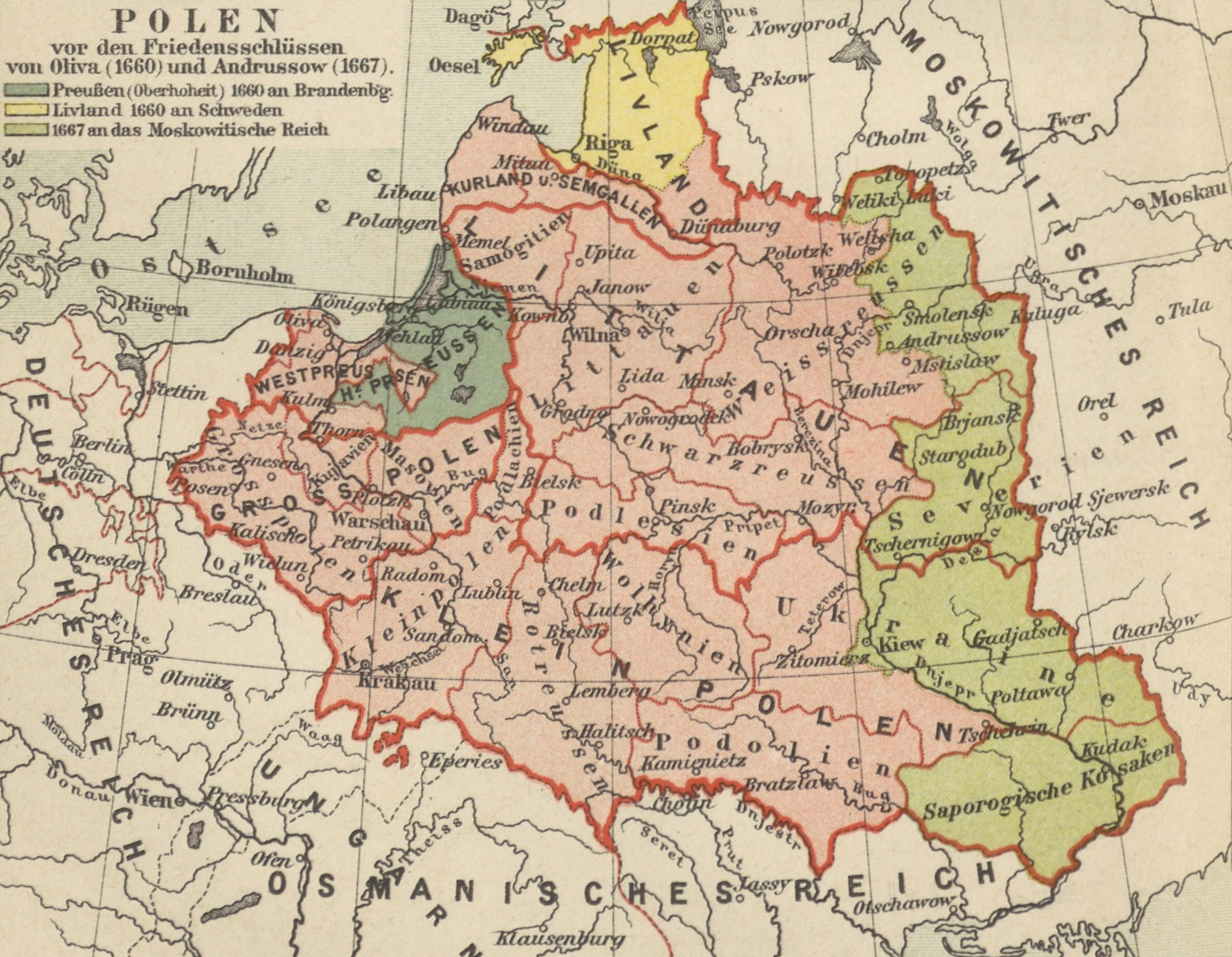
Polen-Litouwen met de grenzen van 1656 en de territoriale verliezen na de Verdragen van 1657, 1660 en 1667.

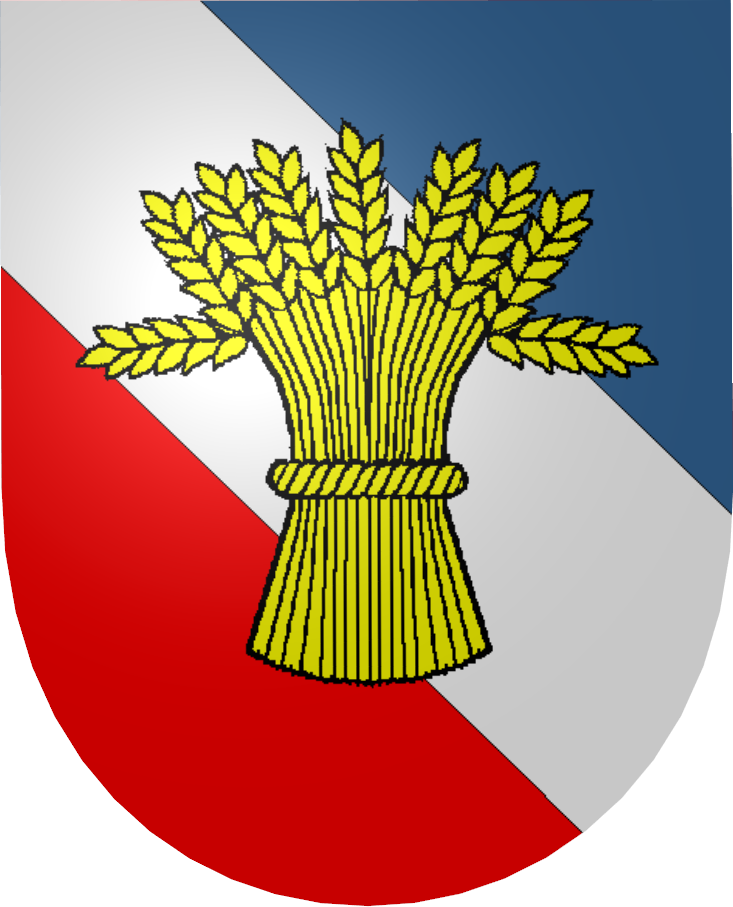
Het wapen van het Huis Wasa met de arenschoof in het midden.

Jan II Casimir Wasa (Pools: Jan II Kazimierz Waza, Litouws Jonas Kazimieras Vaza, Latijn: Ioannes Casimirus; Krakau, 21 maart 1609 – Nevers, 16 december 1672), uit het Zweedse Huis Wasa, was van 1648 tot 1668, als koning van Polen en grootvorst van Litouwen, de verkozen heerser van de staat van Polen-Litouwen, alsmede tot aan het eind van zijn leven titulair koning van Zweden.

## Koninklijke titulatuur
- Titulatuur in het Latijn: „Ioannes Casimirus, Dei Gratia rex Poloniae, magnus dux Lithuaniae, Russie, Prussiae, Masoviae, Samogitiae, Livoniae, Smolenscie, Severiae, Czernichoviaeque, nec non Suecorum, Gothorum, Vandalorumque haereditarius rex, etc.“

- Vertaling: "Jan Casimir, door Gods genade koning van Polen, grootvorst van Litouwen, Roes, Pruisen, Mazovië, Samogitië, Lijfland, Smolensk, Severië, Tsjernihiv, en ook erfelijke koning van de Zweden, Goten en Vandalen."

## Leven
Jan Casimir trad als zoon uit het tweede huwelijk van Sigismund III van Polen met Constance van Oostenrijk, aanvankelijk in 1640 tot de jezuïetenorde toe en werd kort daarop door paus Innocentius X tot kardinaal-priester benoemd. Na de onverwachte dood van zijn halfbroer koning Wladislaus IV, besteeg hij op 20 november 1648 de Poolse troon. Niet veel later trouwde hij met diens weduwe, Marie Louise van Nevers-Gonzaga.
Kort voor zijn inauguratie, kwam het in 1648 in het Oekraïense deel van het Rijk tot een opstand van de Zaporozje-Kozakken onder leiding van hun hetman Bohdan Chmelnytsky, die ook door de Krim-Tataren werd gesteund. Er werden door opstandelingen bloedige slachtingen onder katholieke Polen en joden gepleegd, waarbij het aantal slachtoffers op een 250.000 wordt geschat. De opstand duurde tot 1654, en eindigde met het Verdrag van Pereyaslav, dat op zijn beurt tot een oorlog tussen Polen en Rusland leidde.
Toen de Zweedse koningin Christina I op 16 juni 1654 troonsafstand deed, maakte Jan II (ondanks de tegenwerking van zijn hoogste hoogwaardigheidsbekleders) als de achterkleinzoon van Gustaaf I Wasa dat hij zijn aanspraken op de Zweedse troon wenste te doen gelden. Dit erfdispuut diende voor Karel X Gustaaf als een voorwendsel voor een oorlog, die in de Poolse geschiedenis bekends staat als de Zweedse Zondvloed . Het toentertijd arme Zweden kende sinds de 17e eeuw het eerste dienstplichtigen- en beroepsleger van Europa, dat, in tegenstelling tot de huurlingenlegers van zijn tegenstanders zeer gemotiveerd was, en door de plundering van andere landen (o.a. Duitsland in de Dertigjarige Oorlog) werd onderhouden.
Jan II voerde met sterk wisselend succes oorlog. Zo gaf hij al aan het begin van de oorlog voortijdig de slag bij Warschau van 1656 tegen Karel X Gustaaf en zijn bondgenoot Frederik Willem van Brandenburg op. Frederik Willem, die door het hertogdom Pruisen een vazal was van de Poolse koning, liet de Zweedse troepen vrij door Pommeren trekken om zijn eigen land te beschermen: dit werd door de Polen als een duidelijke leenbreuk beschouwd. Ook de Transsylvaanse prins George II Rákóczi kwam de koning van Zweden te hulp, door in een bondgenootschap met Chmelnytsky, grote delen van Polen door zijn Kozakken-Zevenburgse leger (tot 40.000 man sterk) te laten teisteren en plunderen. Dat het niet tot een volledige ineenstorting van het koninkrijk kwam, was slechts te danken aan de hetman Stefan Czarniecki en zijn guerrillatactieken, evenals een kortstondige alliantie met het kanaat van de Krim onder Islam III Giray. Koning Jan II Casimir, die in de Poolse publieke opinie de schuld voor de verwoestende oorlog in de schoenen werd geschoven en die door een deel van de adel hun loyaliteit werd afgezegd (Verdrag van Ujście en Kėdainiai), vluchtte in 1655 naar Silezië, waar het Huis Wasa in Oppeln als landheren optrad. De door hem verhoopte militaire bijstand door de katholieke Habsburgers, met wie hij verwant was, bleef aanvankelijk uit.
Na zijn terugkeer uit ballingschap in 1656 was hij in staat in de volgende oorlogsjaren van de oorlog weliswaar zijn koninkrijk te behouden, maar moest in het Verdrag van Wehlau van de leenssoevereniteit over het hertogdom Pruisen afzien, waardoor hij Frederik Willem tot een wisseling van kamp kon bewegen. Deze overeenkomst zou later een van de beslissende mijlpalen blijken te zijn in de ontwikkeling van Brandenburg-Pruisen tot een grote Europese mogendheid. De Zweeds-Poolse oorlog eindigde uiteindelijk op 3 mei 1660 met de vrede van Oliva. De Poolse koning moest aan al zijn aanspraken op de Zweedse troon, Lijfland met Riga en Estland verzaken. Zweden kon daarentegen zijn status als grote mogendheid in het westelijk deel van de Baltische regio uitbouwen en zich in het Balticum tegen Polen en Rusland staande houden.
In de daaropvolgende Russisch-Poolse oorlog (1654-1667) slaagde Jan II er in 1660 in het verwoeste grondgebied van het groothertogdom Litouwen van de Russische troepen te bevrijden. Tegen de achtergrond van hernieuwde gevechten met de Kozakken en Krim-Tataren in het zuiden van het koninkrijk en van een binnenlandse opstand van de adel, werd hij in 1667 echter met het Verdrag van Andrussowo gedwongen te verzaken aan grote delen van het huidige West-Rusland met Smolensk en Oost-Oekraïne met Kiev tot aan de Dnjepr.
De twintigjarige regering van Jan II Casimir wordt omwille van zijn vele verwoestende oorlogen beschouwd als het begin van het einde van de Pools-Litouwse staat. Het eens welvarende land werd regelrecht leeggeplunderd (in Stockholm kan men tot op de dag van vandaag de toentertijd gestolen cultuurgoederen bezichtigen) en leeggebloed: als gevolg van de verwoestingen veroorzaakt door zes invasietroepen – Kozakken, Zweden, Russen, Transsylvaniërs en Brandenburgers – en de daaruit voortvloeiende epidemieën en hongersnood daalde het bevolkingsaantal van 11-12 miljoen (1648) naar 8 miljoen (1668), dit leidde tot een enorme verarming van alle lagen van de bevolking en vervolgens een economische ineenstorting. Omdat de door Jezuïeten opgeleide koning het katholicisme zwaar promootte, werd ook de sociale vrede in de multi-etnische en -religieuze Viervolkerenstaat en de tot dan toe uitgeoefend religieuze tolerantie bedreigd. Ten gevolge van de katholieke confessionalisering kwam het tot een uittocht van grote delen van de protestantse bevolking, waardoor voor het land nog meer economisch en cultureel potentieel verloren ging. De verarming van de lagere en middenklasse (vooral de kleine en middelgrote adel) leidde tot de vermindering van hun politieke bewustzijn en de verantwoordelijkheid van de staat en ontaardde zelfs door het eigenbelang van de hoge adel permanent de "adeldemocratie". Alleen de grootste adellijke huizen, de magnates, konden hun macht en invloed ten koste van de koning uitbouwen, wat op de lange termijn de opkomst van zelfvoorzienende oligarchiestructuren binnen de aristocratische republiek bevorderde.
Omwille van zijn rampzalig buitenlands beleid en onbekwaam binnenlandse beleid beschikte Jan II Casimir over zo weinig persoonlijke autoriteit, dat hij, door het Liberum Veto van zijn tegenstanders, geen van zijn hervormingsvoorstellen in de Sejm kon doorvoeren. Na de Magnatenopstand van 1665-1666 onder leiding van prins Jerzy Sebastiaan Lubomirski tegen de beknotting van de Gouden Vrijheid (privileges van de adel) en de dood van zijn geliefde vrouw, Marie Louise Gonzaga, gaf Jan II de strijd tegen zijn binnenlandse politieke tegenstanders definitief op en deed in september 1668 troonsafstand. Vier jaar later stierf hij in ballingschap in Frankrijk als abt van Saint-Germain-des-Prés.
Hij werd als staatshoofd van Polen en Litouwen door de edelen vervangen door een kandidaat uit hun eigen gelederen: de magnaat Michaël Korybut Wiśniowiecki. Met deze keuze wilde de adel verdere verwikkelingen in dynastieke erfopvolgingsoorlogen met buitenlandse mogendheden uitsluiten.
Koning Jan II Casimir leed onder een Zwarte Legende. Aan grootheidswaanzin lijdend 
en arrogant voerde hij een beleid, dat door een enorme zelfoverschatting en despotische neigingen werd gekenmerkt. Al tijdens zijn leven was hij in de ogen van zijn persoonlijke vijanden de minst bekwame van de Poolse vorsten, die als enige Poolse vorst vrijwillig troonsafstand door. Zijn initialen ICR "Joannes Casimirus Rex" werd vaak verklaard als "Initium Calamitatis Regni" – het "begin van de neergang van het rijk".

## Kwartierstaat
| Gustaaf I van Zweden (1496-1560)  | Gustaaf I van Zweden (1496-1560)  | Gustaaf I van Zweden (1496-1560)  | Gustaaf I van Zweden (1496-1560)  | Gustaaf I van Zweden (1496-1560)  | Gustaaf I van Zweden (1496-1560)  | Margaretha Leijonhufvud (1516-1551) | Margaretha Leijonhufvud (1516-1551) | Margaretha Leijonhufvud (1516-1551)  | Margaretha Leijonhufvud (1516-1551)  | Margaretha Leijonhufvud (1516-1551)  | Margaretha Leijonhufvud (1516-1551)  |                                      |                                      | Sigismund I van Polen (1467-1548)   | Sigismund I van Polen (1467-1548)   | Sigismund I van Polen (1467-1548)     | Sigismund I van Polen (1467-1548)     | Sigismund I van Polen (1467-1548)     | Sigismund I van Polen (1467-1548)     | Bona Sforza (1494-1557)               | Bona Sforza (1494-1557)               | Bona Sforza (1494-1557) | Bona Sforza (1494-1557) | Bona Sforza (1494-1557)               | Bona Sforza (1494-1557)               |                                       |                                       | Keizer Ferdinand I (1503-1564)        | Keizer Ferdinand I (1503-1564)        | Keizer Ferdinand I (1503-1564) | Keizer Ferdinand I (1503-1564) | Keizer Ferdinand I (1503-1564)        | Keizer Ferdinand I (1503-1564)        | Anna van Bohemen en Hongarije (1503-1547) | Anna van Bohemen en Hongarije (1503-1547) | Anna van Bohemen en Hongarije (1503-1547) | Anna van Bohemen en Hongarije (1503-1547) | Anna van Bohemen en Hongarije (1503-1547) | Anna van Bohemen en Hongarije (1503-1547) |                                       |                                       | Albrecht V van Beieren (1528-1579)    | Albrecht V van Beieren (1528-1579)    | Albrecht V van Beieren (1528-1579)    | Albrecht V van Beieren (1528-1579)    | Albrecht V van Beieren (1528-1579) | Albrecht V van Beieren (1528-1579) | Anna van Oostenrijk (1528-1590)                | Anna van Oostenrijk (1528-1590)                | Anna van Oostenrijk (1528-1590)                | Anna van Oostenrijk (1528-1590)                | Anna van Oostenrijk (1528-1590)                | Anna van Oostenrijk (1528-1590)                |  |  |  |  |  |  |  |  |  |  |  |  |  |  |  |  |  |  |  |  |  |  |  |  |  |  |  |  |  |  |  |  |  |  |  |  |  |  |  |  |  |  |  |  |  |  |  |  |
| Gustaaf I van Zweden (1496-1560)  | Gustaaf I van Zweden (1496-1560)  | Gustaaf I van Zweden (1496-1560)  | Gustaaf I van Zweden (1496-1560)  | Gustaaf I van Zweden (1496-1560)  | Gustaaf I van Zweden (1496-1560)  | Margaretha Leijonhufvud (1516-1551) | Margaretha Leijonhufvud (1516-1551) | Margaretha Leijonhufvud (1516-1551)  | Margaretha Leijonhufvud (1516-1551)  | Margaretha Leijonhufvud (1516-1551)  | Margaretha Leijonhufvud (1516-1551)  |                                      |                                      | Sigismund I van Polen (1467-1548)   | Sigismund I van Polen (1467-1548)   | Sigismund I van Polen (1467-1548)     | Sigismund I van Polen (1467-1548)     | Sigismund I van Polen (1467-1548)     | Sigismund I van Polen (1467-1548)     | Bona Sforza (1494-1557)               | Bona Sforza (1494-1557)               | Bona Sforza (1494-1557) | Bona Sforza (1494-1557) | Bona Sforza (1494-1557)               | Bona Sforza (1494-1557)               |                                       |                                       | Keizer Ferdinand I (1503-1564)        | Keizer Ferdinand I (1503-1564)        | Keizer Ferdinand I (1503-1564) | Keizer Ferdinand I (1503-1564) | Keizer Ferdinand I (1503-1564)        | Keizer Ferdinand I (1503-1564)        | Anna van Bohemen en Hongarije (1503-1547) | Anna van Bohemen en Hongarije (1503-1547) | Anna van Bohemen en Hongarije (1503-1547) | Anna van Bohemen en Hongarije (1503-1547) | Anna van Bohemen en Hongarije (1503-1547) | Anna van Bohemen en Hongarije (1503-1547) |                                       |                                       | Albrecht V van Beieren (1528-1579)    | Albrecht V van Beieren (1528-1579)    | Albrecht V van Beieren (1528-1579)    | Albrecht V van Beieren (1528-1579)    | Albrecht V van Beieren (1528-1579) | Albrecht V van Beieren (1528-1579) | Anna van Oostenrijk (1528-1590)                | Anna van Oostenrijk (1528-1590)                | Anna van Oostenrijk (1528-1590)                | Anna van Oostenrijk (1528-1590)                | Anna van Oostenrijk (1528-1590)                | Anna van Oostenrijk (1528-1590)                |  |  |  |  |  |  |  |  |  |  |  |  |  |  |  |  |  |  |  |  |  |  |  |  |  |  |  |  |  |  |  |  |  |  |  |  |  |  |  |  |  |  |  |  |  |  |  |  |
|                                   |                                   |                                   |                                   |                                   |                                   |                                     |                                     |                                      |                                      |                                      |                                      |                                      |                                      |                                     |                                     |                                       |                                       |                                       |                                       |                                       |                                       |                         |                         |                                       |                                       |                                       |                                       |                                       |                                       |                                |                                |                                       |                                       |                                           |                                           |                                           |                                           |                                           |                                           |                                       |                                       |                                       |                                       |                                       |                                       |                                    |                                    |                                                |                                                |                                                |                                                |                                                |                                                |  |  |  |  |  |  |  |  |  |  |  |  |  |  |  |  |  |  |  |  |  |  |  |  |  |  |  |  |  |  |  |  |  |  |  |  |  |  |  |  |  |  |  |  |  |  |  |  |
|                                   |                                   |                                   |                                   | Johan III van Zweden (1537-1592)  | Johan III van Zweden (1537-1592)  | Johan III van Zweden (1537-1592)    | Johan III van Zweden (1537-1592)    | Johan III van Zweden (1537-1592)     | Johan III van Zweden (1537-1592)     |                                      |                                      |                                      |                                      |                                     |                                     | Catharina van Polen (1526-1583)       | Catharina van Polen (1526-1583)       | Catharina van Polen (1526-1583)       | Catharina van Polen (1526-1583)       | Catharina van Polen (1526-1583)       | Catharina van Polen (1526-1583)       |                         |                         |                                       |                                       |                                       |                                       |                                       |                                       |                                |                                | Karel II van Oostenrijk (1540-1590)   | Karel II van Oostenrijk (1540-1590)   | Karel II van Oostenrijk (1540-1590)       | Karel II van Oostenrijk (1540-1590)       | Karel II van Oostenrijk (1540-1590)       | Karel II van Oostenrijk (1540-1590)       |                                           |                                           |                                       |                                       |                                       |                                       | Maria Anna van Beieren (1551-1608)    | Maria Anna van Beieren (1551-1608)    | Maria Anna van Beieren (1551-1608) | Maria Anna van Beieren (1551-1608) | Maria Anna van Beieren (1551-1608)             | Maria Anna van Beieren (1551-1608)             |                                                |                                                |                                                |                                                |  |  |  |  |  |  |  |  |  |  |  |  |  |  |  |  |  |  |  |  |  |  |  |  |  |  |  |  |  |  |  |  |  |  |  |  |  |  |  |  |  |  |  |  |  |  |  |  |
|                                   |                                   |                                   |                                   | Johan III van Zweden (1537-1592)  | Johan III van Zweden (1537-1592)  | Johan III van Zweden (1537-1592)    | Johan III van Zweden (1537-1592)    | Johan III van Zweden (1537-1592)     | Johan III van Zweden (1537-1592)     |                                      |                                      |                                      |                                      |                                     |                                     | Catharina van Polen (1526-1583)       | Catharina van Polen (1526-1583)       | Catharina van Polen (1526-1583)       | Catharina van Polen (1526-1583)       | Catharina van Polen (1526-1583)       | Catharina van Polen (1526-1583)       |                         |                         |                                       |                                       |                                       |                                       |                                       |                                       |                                |                                | Karel II van Oostenrijk (1540-1590)   | Karel II van Oostenrijk (1540-1590)   | Karel II van Oostenrijk (1540-1590)       | Karel II van Oostenrijk (1540-1590)       | Karel II van Oostenrijk (1540-1590)       | Karel II van Oostenrijk (1540-1590)       |                                           |                                           |                                       |                                       |                                       |                                       | Maria Anna van Beieren (1551-1608)    | Maria Anna van Beieren (1551-1608)    | Maria Anna van Beieren (1551-1608) | Maria Anna van Beieren (1551-1608) | Maria Anna van Beieren (1551-1608)             | Maria Anna van Beieren (1551-1608)             |                                                |                                                |                                                |                                                |  |  |  |  |  |  |  |  |  |  |  |  |  |  |  |  |  |  |  |  |  |  |  |  |  |  |  |  |  |  |  |  |  |  |  |  |  |  |  |  |  |  |  |  |  |  |  |  |
|                                   |                                   |                                   |                                   |                                   |                                   |                                     |                                     |                                      |                                      | Sigismund III van Polen (1566-1632)  | Sigismund III van Polen (1566-1632)  | Sigismund III van Polen (1566-1632)  | Sigismund III van Polen (1566-1632)  | Sigismund III van Polen (1566-1632) | Sigismund III van Polen (1566-1632) |                                       |                                       |                                       |                                       |                                       |                                       |                         |                         |                                       |                                       |                                       |                                       |                                       |                                       |                                |                                |                                       |                                       |                                           |                                           |                                           |                                           | Constance van Oostenrijk (1588-1631)      | Constance van Oostenrijk (1588-1631)      | Constance van Oostenrijk (1588-1631)  | Constance van Oostenrijk (1588-1631)  | Constance van Oostenrijk (1588-1631)  | Constance van Oostenrijk (1588-1631)  |                                       |                                       |                                    |                                    |                                                |                                                |                                                |                                                |                                                |                                                |  |  |  |  |  |  |  |  |  |  |  |  |  |  |  |  |  |  |  |  |  |  |  |  |  |  |  |  |  |  |  |  |  |  |  |  |  |  |  |  |  |  |  |  |  |  |  |  |
|                                   |                                   |                                   |                                   |                                   |                                   |                                     |                                     |                                      |                                      | Sigismund III van Polen (1566-1632)  | Sigismund III van Polen (1566-1632)  | Sigismund III van Polen (1566-1632)  | Sigismund III van Polen (1566-1632)  | Sigismund III van Polen (1566-1632) | Sigismund III van Polen (1566-1632) |                                       |                                       |                                       |                                       |                                       |                                       |                         |                         |                                       |                                       |                                       |                                       |                                       |                                       |                                |                                |                                       |                                       |                                           |                                           |                                           |                                           | Constance van Oostenrijk (1588-1631)      | Constance van Oostenrijk (1588-1631)      | Constance van Oostenrijk (1588-1631)  | Constance van Oostenrijk (1588-1631)  | Constance van Oostenrijk (1588-1631)  | Constance van Oostenrijk (1588-1631)  |                                       |                                       |                                    |                                    |                                                |                                                |                                                |                                                |                                                |                                                |  |  |  |  |  |  |  |  |  |  |  |  |  |  |  |  |  |  |  |  |  |  |  |  |  |  |  |  |  |  |  |  |  |  |  |  |  |  |  |  |  |  |  |  |  |  |  |  |
|                                   |                                   |                                   |                                   |                                   |                                   |                                     |                                     |                                      |                                      |                                      |                                      |                                      |                                      |                                     |                                     |                                       |                                       |                                       |                                       |                                       |                                       |                         |                         |                                       |                                       |                                       |                                       |                                       |                                       |                                |                                |                                       |                                       |                                           |                                           |                                           |                                           |                                           |                                           |                                       |                                       |                                       |                                       |                                       |                                       |                                    |                                    |                                                |                                                |                                                |                                                |                                                |                                                |  |  |  |  |  |  |  |  |  |  |  |  |  |  |  |  |  |  |  |  |  |  |  |  |  |  |  |  |  |  |  |  |  |  |  |  |  |  |  |  |  |  |  |  |  |  |  |  |
|                                   |                                   |                                   |                                   |                                   |                                   |                                     |                                     |                                      |                                      |                                      |                                      |                                      |                                      |                                     |                                     |                                       |                                       |                                       |                                       |                                       |                                       |                         |                         |                                       |                                       |                                       |                                       |                                       |                                       |                                |                                |                                       |                                       |                                           |                                           |                                           |                                           |                                           |                                           |                                       |                                       |                                       |                                       |                                       |                                       |                                    |                                    |                                                |                                                |                                                |                                                |                                                |                                                |  |  |  |  |  |  |  |  |  |  |  |  |  |  |  |  |  |  |  |  |  |  |  |  |  |  |  |  |  |  |  |  |  |  |  |  |  |  |  |  |  |  |  |  |  |  |  |  |
| Jan Casimir van Polen (1607-1608) | Jan Casimir van Polen (1607-1608) | Jan Casimir van Polen (1607-1608) | Jan Casimir van Polen (1607-1608) | Jan Casimir van Polen (1607-1608) | Jan Casimir van Polen (1607-1608) |                                     |                                     | Jan II Casimir van Polen (1609-1672) | Jan II Casimir van Polen (1609-1672) | Jan II Casimir van Polen (1609-1672) | Jan II Casimir van Polen (1609-1672) | Jan II Casimir van Polen (1609-1672) | Jan II Casimir van Polen (1609-1672) |                                     |                                     | Jan Albert Wasa van Polen (1612-1634) | Jan Albert Wasa van Polen (1612-1634) | Jan Albert Wasa van Polen (1612-1634) | Jan Albert Wasa van Polen (1612-1634) | Jan Albert Wasa van Polen (1612-1634) | Jan Albert Wasa van Polen (1612-1634) |                         |                         | Karel Ferdinand van polen (1613-1655) | Karel Ferdinand van polen (1613-1655) | Karel Ferdinand van polen (1613-1655) | Karel Ferdinand van polen (1613-1655) | Karel Ferdinand van polen (1613-1655) | Karel Ferdinand van polen (1613-1655) |                                |                                | Alexander Karel van Polen (1614-1634) | Alexander Karel van Polen (1614-1634) | Alexander Karel van Polen (1614-1634)     | Alexander Karel van Polen (1614-1634)     | Alexander Karel van Polen (1614-1634)     | Alexander Karel van Polen (1614-1634)     |                                           |                                           | Anna Constantia van Polen (1616-1616) | Anna Constantia van Polen (1616-1616) | Anna Constantia van Polen (1616-1616) | Anna Constantia van Polen (1616-1616) | Anna Constantia van Polen (1616-1616) | Anna Constantia van Polen (1616-1616) |                                    |                                    | Anna Catharina Constance van Polen (1619-1651) | Anna Catharina Constance van Polen (1619-1651) | Anna Catharina Constance van Polen (1619-1651) | Anna Catharina Constance van Polen (1619-1651) | Anna Catharina Constance van Polen (1619-1651) | Anna Catharina Constance van Polen (1619-1651) |  |  |  |  |  |  |  |  |  |  |  |  |  |  |  |  |  |  |  |  |  |  |  |  |  |  |  |  |  |  |  |  |  |  |  |  |  |  |  |  |  |  |  |  |  |  |  |  |